# Baby Fae
Pour les articles homonymes, voir Fae.
Stephanie Fae Beauclair, née le 14 octobre 1984 à Barstow et morte le 15 novembre 1984 à Loma Linda en Californie, mieux connue sous le surnom de Baby Fae (« bébé Fae »), est un enfant américain né avec le syndrome de hypoplasie du cœur gauche (en).
Baby Fae est devenue le premier sujet infantile à subir une procédure de xénogreffe et le premier cas de transplantation cardiaque infantile réussi, en recevant le cœur d'un babouin. Même si elle est morte dans le mois suivant l'opération, elle a vécu presque trois semaines de plus que tout autre bénéficiaire précédent d'un cœur non humain.